# Región de Tiris Zemmur
Tiris Zemmur o Zemmour (en árabe: ولاية تيرس زمور) es una extensa región situada al norte de Mauritania y cuya capital es Zuérate. Otras ciudades importantes son F'dérik y Bir Mogrein. La zona limita con Argelia al norte, Malí al este y Adrar al sur, estando rodeada del desierto del Sahara Occidental.
Su territorio ocupa una superficie de 252.900 km², que para efectos comparativos corresponde a la mitad de la de España. Se divide en tres departamentos:
- Bir Mogrein
- F'dérik
- Zuérate